# Великородный, Олег Михайлович
Олег Михайлович Великородный  (ум. 2008, Евпатория, АР Крым) — советский и украинский тренер по лёгкой атлетике и футболу. Заслуженный тренер Украины.

## Биография
Воспитанник патриарха крымской лёгкой атлетики Т. Ф. Корнева. Работал в Евпатории. 
В числе его воспитанников несколько десятков победителей и призеров первенств Украины и СССР, участники европейских, мировых чемпионатов по легкой атлетике, Олимпийских Игр.
С конца 1980-х годов более четверти века посвятил Олег Михайлович работе с юными футболистами. Его команда была в числе призеров всесоюзного турнира клуба «Кожаный мяч», а ее капитан Олег Пестряков пробился в высшую лигу украинского футбола, позднее тренировал молодежный состав донецкого «Шахтера». Во время Украины команда относилась к детскому футбольному клубу «Авангард», которую он тренировал совместно с А. Бабенко, позднее команду тренировал его сын, Михаил Великородный и Владимир Рыбалко.
Проживал по ул. 60 лет Октября. Умер в 2008 году в Евпатории.

## Память
С 2009 года память о тренере в Евпатории проводится Футбольный турнир среди юношей памяти Заслуженного тренера Украины Олега Михайловича Великородного. Турнир традиционно проводится в январе.
Осенью в Евпатории ежегодно проводится легкоатлетическая эстафета "Золотая осень" среди юниоров памяти Олега Великородного.